# Храм Святого Великомученика Георгия Победоносца (Байконур)
Храм Святого Великомученика Георгия Победоносца — приходской храм Кызылординского благочиния Актюбинской и Кызылординской епархии Русской православной церкви. Находится в городе Байконуре.

## История храма
Датой основания прихода считается 1 апреля 1992 года, когда благочинным протоиереем Геннадием (Макаренко) была проведена первая исповедь для верующих горожан. 24 апреля на Пасху протоиерей Алексий Бутенко совершил первую службу в молитвенном доме, переделанном из магазина.
В 1992 году у храма появился первый настоятель — иерей Сергий Снопков. Через два года он был переведён в другой приход настоятелем собора Петра и Павла г. Петропавловска Казахстанского митрополичьего округа, а настоятелем назначен иерей Евгений. C 1996 года настоятелем является протоиерей Сергий. Второй священник — протоиерей Михаил.
На пожертвования верующих в Байконуре 21 сентября 1997 году начали строить новый храм — заложили первый камень. Новая церковь была открыта в 2005 году к пятидесятилетию космодрома Байконур.
Для возведённого храма, в Софрино, на средства Центра эксплуатации объектов наземной космической инфраструктуры был заказан иконостас. В том же году архиепископ Чимкентский и Акмолинский Елевферий (Козорез) освятил престол нового храма во имя святого Георгия.
Храм построен в древнерусском стиле с пятью куполами. Воронежские мастера преподнесли в дар церкви большой и малые колокола для звонницы. На фасаде церкви установлена икона святого великомученика Георгия Победоносца, подаренная главой администрации города Байконура.
В 2006 году патриарх Московский и Всея Руси Алексий II подарил церкви Казанскую икону Божией Матери, которая побывала в МКС на борту космического корабля «Союз ТМА-5» вместе с экипажем десятой постоянной экспедиции. Икона имеет сертификат, подтверждающий, что она находилась в космическом полёте с 14 по 24 октября 2004 года. В том же году патриарх наградил храм хоругвью с изображением Спаса Нерукотворного. Главная храмовая икона — святого великомученика Георгия Победоносца с частицей его мощей — подарена также патриархом Алексием.

## Настоящее время
Настоятель протоиерей Сергий Бычков с 1998 года освящает космические корабли перед пуском и благословляет космонавтов, служит накануне молебен на стартовой площадке. Чин, который используется при освящении ракет, похож на чин освящения самолётов, но в него добавлены некоторые новые ектении.
При храме действуют библиотека духовной литературы, воскресная школа, патриотический молодёжный клуб имени Евгения Родионова. Приход издаёт газету «Благовест»; с 1998 года раз в неделю по два часа на местном телеканале выходит в эфир передача «Благовест».